# Macchi M.C.100
Il Macchi M.C.100 era un idrovolante di linea trimotore a scafo centrale prodotto dall'azienda aeronautica italiana Aeronautica Macchi negli anni trenta.
Realizzato in piccola serie venne utilizzato dalla compagnia aerea Ala Littoria nel periodo prebellico fino ai primi anni quaranta, poi integrato nella Luftflotte 2 della tedesca Luftwaffe.

## Storia
Nella seconda parte degli anni trenta l'ingegnere Mario Castoldi promosse presso i vertici dell'azienda la volontà di avviare nuovi progetti di idrovolanti di grandi dimensioni sfruttando l'esperienza acquisita nella realizzazione del precedente M.C.94, modello che ricevette una buona risposta dal mercato dell'aviazione commerciale. I progetti erano relativi ad un modello destinato al mercato militare, l'idropattugliatore marittimo/bombardiere M.C.99, e da trasporto passeggeri su rotte civili, l'M.C.100, da proporre alla compagnia aerea Ala Littoria per sostituire gli oramai obsoleti Savoia-Marchetti S.66 che aveva acquisito da Società Italiana Servizi Aerei (S.I.S.A.) e Società Aerea Mediterranea (SAM).

### Sviluppo
Per il mercato civile Castoldi disegnò un idrovolante di impostazione classica per il ruolo, che assunse la designazione aziendale M.C.100, caratterizzato dalla configurazione a scafo centrale, con struttura e rivestimento in legno, e galleggianti laterali, anch'essi in legno, impennaggio bideriva, configurazione alare monoplana con ala alta a sbalzo realizzata in un unico pezzo, ed equipaggiato da tre motori posizionati in configurazione traente sopra quest'ultima.
Il prototipo dell'M.C.100, nc.4157, venne completato nel tardo 1938, quindi portato in volo per la prima volta il 7 gennaio 1939 ai comandi del capitano pilota della Regia Aeronautica Ireneo Moretti, nel compito di pilota collaudatore, coadiuvato da Guido Carestiato, dalla superficie del Lago di Varese, alla Schiranna. Dopo le prove in volo di routine nelle quali il modello confermò la bontà del progetto originale, il successivo 4 maggio venne omologato dal Registro Aereo ed immatricolato I-PLIO. Seguirono il secondo esemplare, marche I-PACE (nc.4158), completato il 26 aprile 1940 ed il terzo, I-PLUS (nc.4159), il 26 giugno successivo, ritirati rispettivamente il 6 maggio ed il 29 giugno dello stesso anno dai comandanti Pievani e Pecoroni per conto dell'Ala Littoria e portati in volo fino all'idroscalo Lido di Roma dove era già presente l'I-PLIO.
Durante il periodo operativo, riscontrando un potenziale problema in fase di ammaraggio in particolari situazioni ambientali, venne effettuata una modifica allo scafo arretrando il gradino ventrale.

### Impiego operativo
Gli esemplari presi in carico dalla compagnia aerea Ala Littoria iniziarono ad operare dal maggio 1940 sulla rotta internazionale che collegava gli scali di Roma ad Alghero e Barcellona. In conseguenza dell'entrata del Regno d'Italia nella seconda guerra mondiale, dall'agosto successivo iniziarono a coprire la rotta Roma-Marsala-Tripoli trasportando personale militare e materiali destinati al fronte nell'ambito della Campagna del Nordafrica e ritornando in patria con feriti e profughi.
I voli da e per la Libia italiana proseguirono fino all'estate del 1941 quindi, nel maggio 1941, i tre esemplari vennero militarizzati ricevendo le MM.60418 (I-PLUS), MM.60419 (I-PACE) ed MM.60420 (I-PLIO). Inquadrati nel NCAL (Nucleo Comunicazioni Ala Littoria) operarono con la nuova colorazione mimetica ad unico colore verde sulle parti superiori essenzialmente sulla rotta Roma-Cagliari.
Nel periodo successivo due esemplari vennero persi per incidenti ed al 31 luglio 1943 risultava in carico al NCAL solo l'MM.60420. Alcune fonti sostengono fosse ancora in servizio alla data dell'armistizio di Cassibile e di conseguenza sequestrato dalle autorità militari della Wehrmacht. Acquisito dalla Luftflotte 2 della tedesca Luftwaffe non si hanno notizie certe se non che al 1944 non risultava in carico né all'aviazione militare tedesca né a quella della Repubblica Sociale Italiana.

## Descrizione tecnica
L'M.C.100 era un idrovolante dall'impostazione, per l'epoca, classica: configurazione a scafo centrale, trimotore monoplano ad ala alta.

### Civili
Italia
- Ala Littoria

### Militari
Germania
- Luftwaffe

 Italia
- NCAL

## Galleria d'immagini

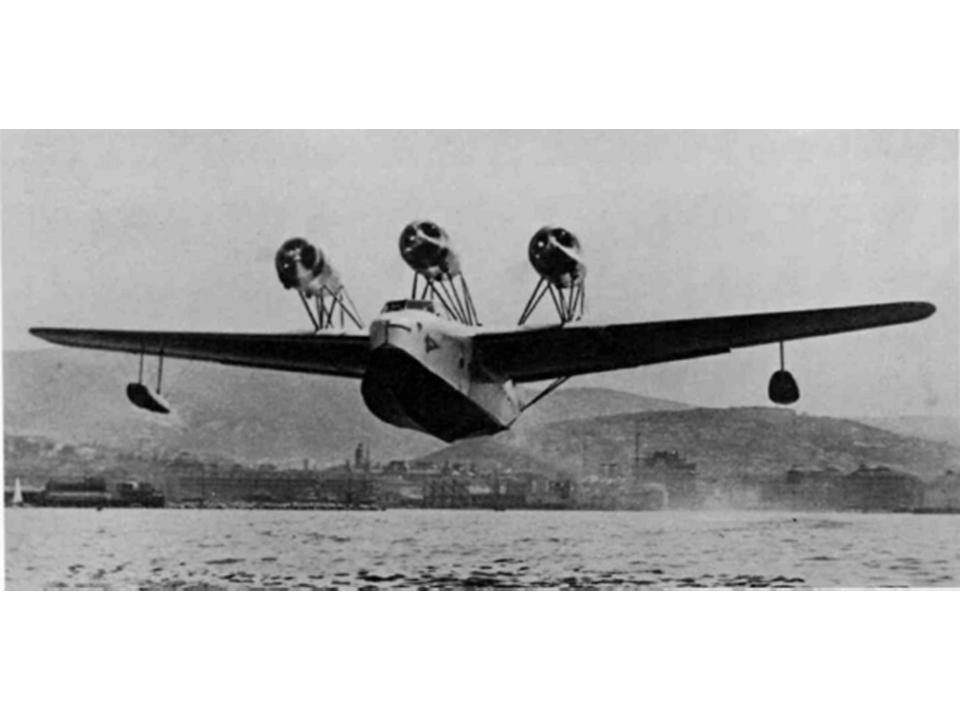
Decollo vista frontale
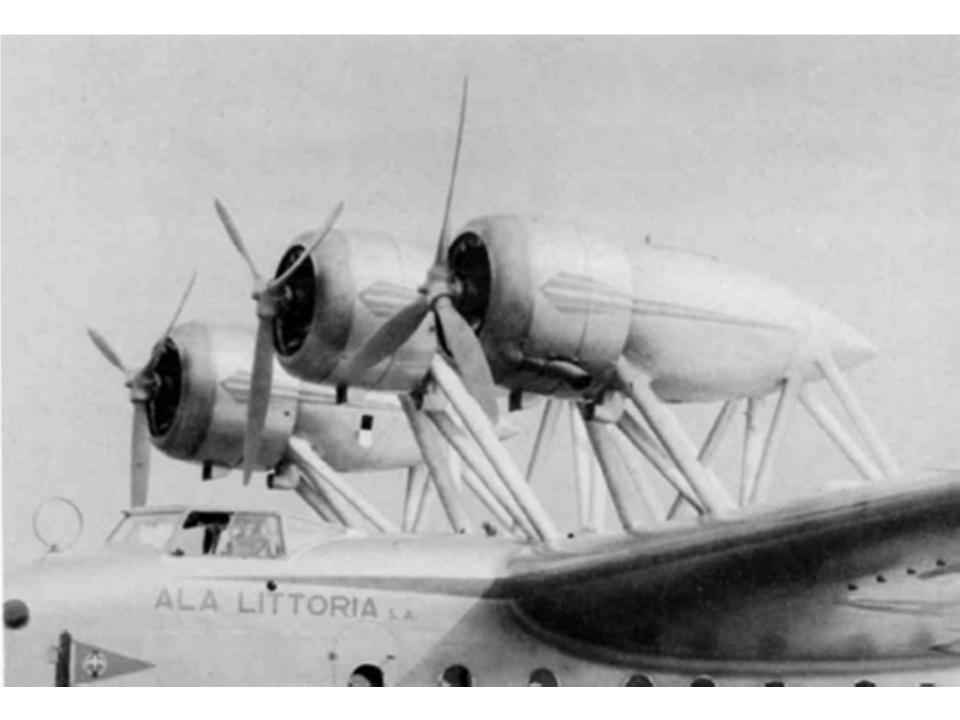
Particolare del castello motori
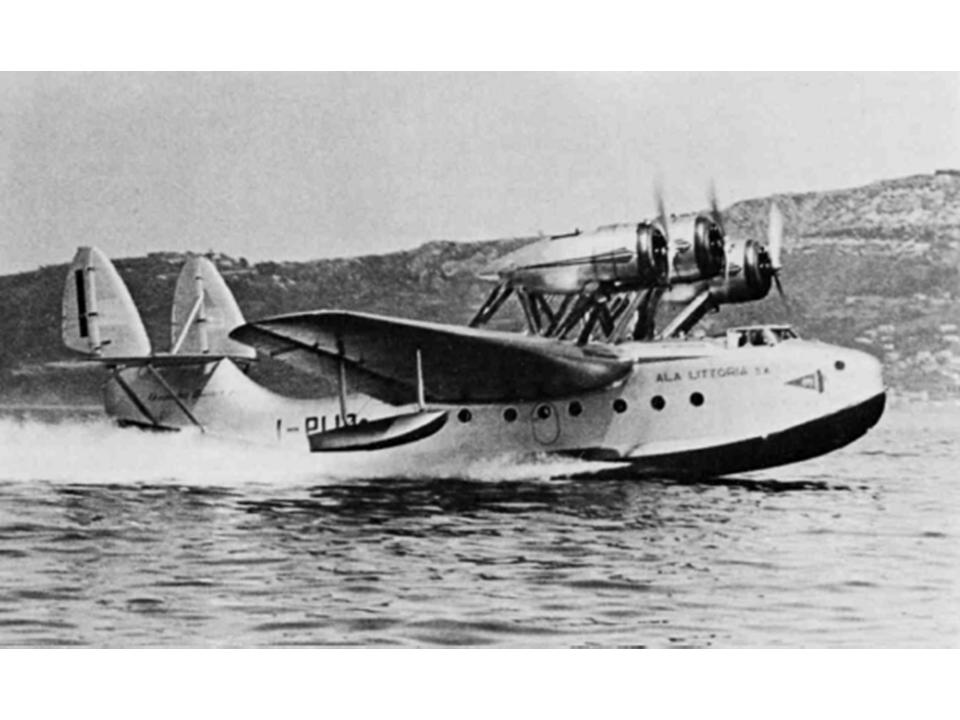
Decollo vista laterale destra
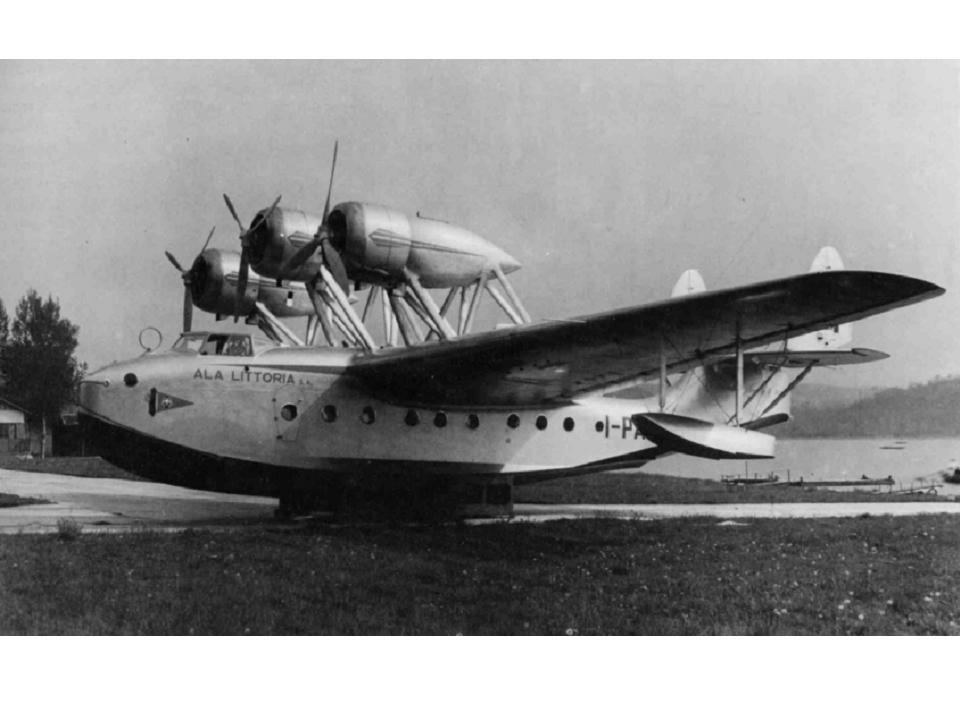
Macchi MC 100  vista laterale sinistra
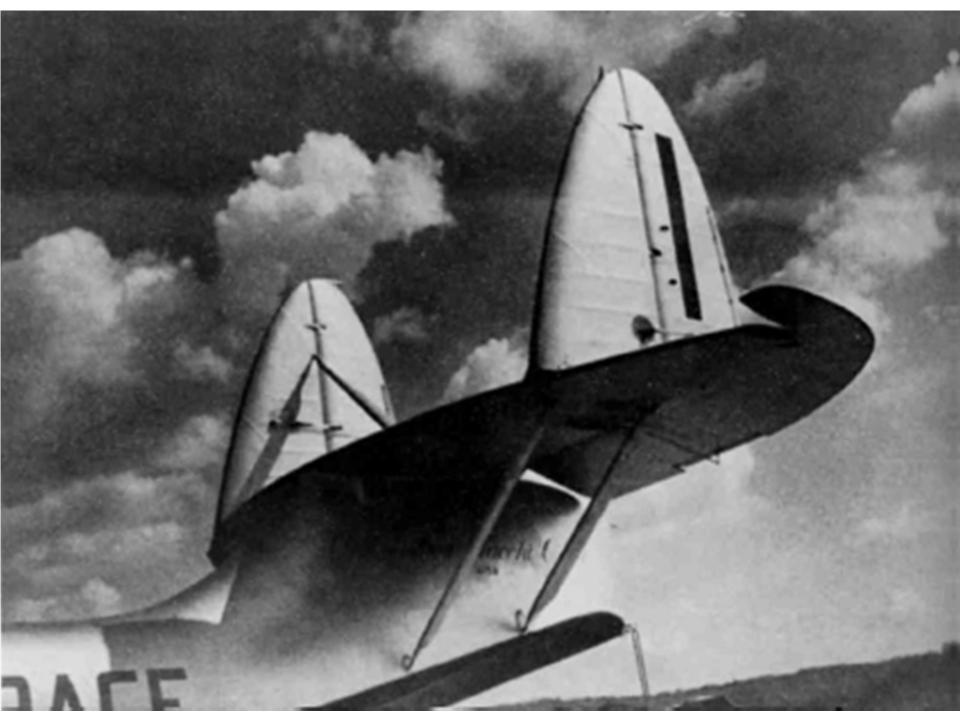
Dettaglio impennaggi di coda
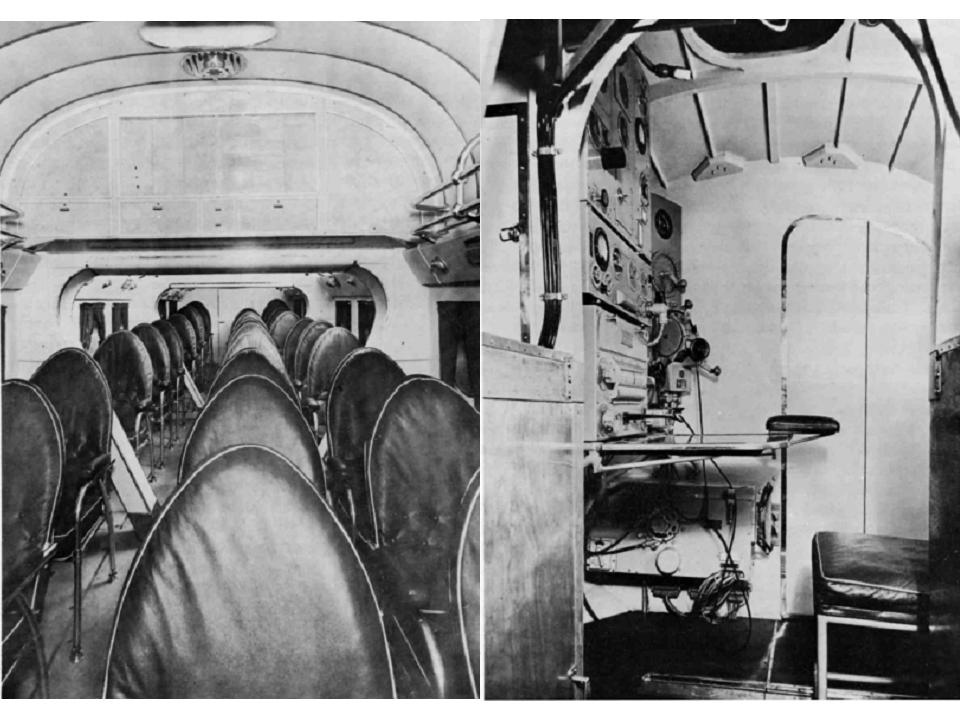
Dettaglio degli interni
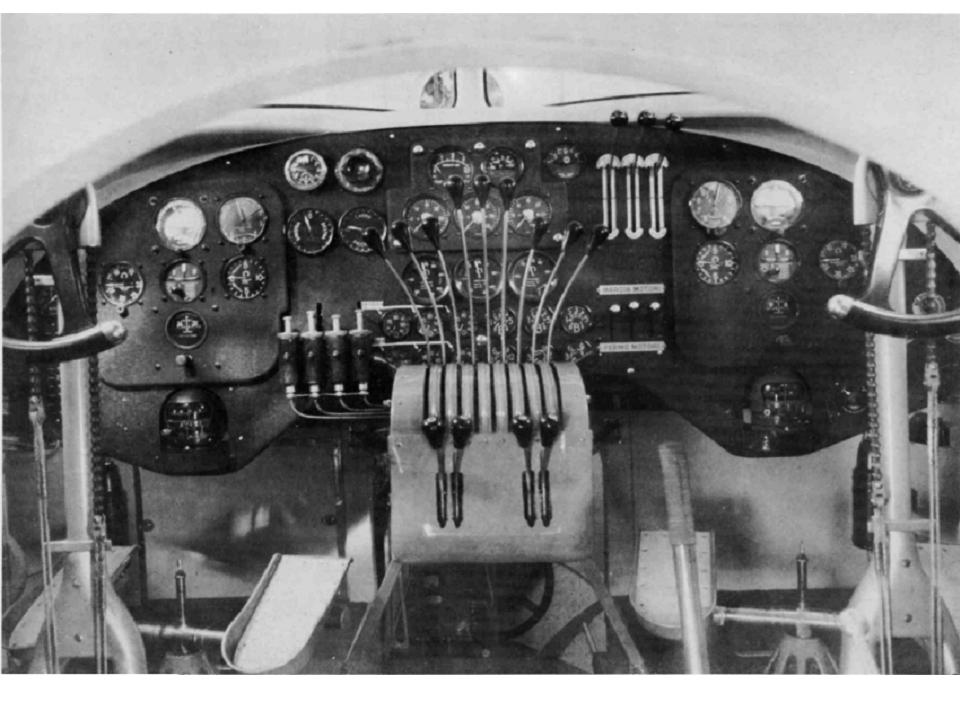
Dettaglio della cabina di pilotaggio